# 東京都立水元小合学園
東京都立水元小合学園（とうきょうとりつ みずもとこあいがくえん）は、東京都葛飾区水元にある特別支援学校。就業技術科と肢体不自由教育部門がある。

## 歴史
- 2015年（平成27年）
  - 4月1日 - 東京都立水元小合学園 開校
  - 4月8日 - 就業技術科 第1回入学式挙行 80名
  - 10月11日 - 開校式挙行

- 2016年（平成28年）
  - 4月7日 - 就業技術科 第2回入学式挙行 80名
  - 12月21日 - 新校舎竣工

- 2017年（平成29年）
  - 4月1日 - 東京都立光明特別支援学校統括校長兼東京都立光明学園開設準備室校長、篠﨑友誉、第2代統括校長に補される。肢体不自由教育部門（小学部・中学部・高等部普通科）が設置される。
  - 4月7日 - 就業技術科 第3回入学式挙行 80名
  - 4月10日 - 肢体不自由教育部門 第1回入学式挙行 小学部8名、中学部5名、高等部普通科3名。肢体不自由教育部門 開設式挙行
  - 5月19日 - 就業技術科フードサービスコース（カフェ）「coai cafe」開店
  - 5月27日 - 肢体不自由教育部門「第1回 水元小合フェスタ」開催

- 2018年（平成30年）
  - 2月9日 - 東京都人事委員会学校視察（部長2名含む13名）
  - 3月17日 - 就業技術科 第1回卒業式挙行 70名。教育庁次長 堤雅史氏御臨席。第一期卒業生企業就労100%達成
  - 4月9日 - 就業技術科 第4回入学式挙行 80名
  - 4月10日 - 肢体不自由教育部門 第2回入学式挙行 小学部10名、中学部1名、高等部普通科1名
  - 12月15日 - 肢体不自由教育部門「第1回学習発表会」開催

- 2019年（平成31年・令和元年）
  - 3月5日 - 小池百合子東京都知事視察
  - 3月16日 - 就業技術科 第2回卒業式挙行 76名。第二期卒業生企業内定100%達成
  - 3月19日 - 肢体不自由教育部門高等部普通科 第1回卒業式挙行 5名
  - 3月22日 - 肢体不自由教育部門小学部・中学部 第1回卒業式挙行 小学部3名、中学部3名
  - 4月9日 - 就業技術科 第5回入学式挙行 80名
  - 4月10日 - 肢体不自由教育部門 第3回入学式挙行 小学部2名、中学部3名、高等部普通科3名
  - 5月25日 - 肢体不自由教育部門「水元小合フェスタ」開催
  - 12月13日・14日 - 肢体不自由教育部門「第2回学習発表会」開催

- 2020年（令和2年）
  - 3月21日 - 就業技術科 第3回卒業式挙行 72名。第三期卒業生企業内定100%達成
  - 3月24日 - 肢体不自由教育部門小学部・中学部・高等部 第2回卒業式挙行 小学部7名、中学部4名、高等部3名
  - 4月7日 - 就業技術科 第六期生許可 80名 起案決定
  - 4月8日 - 肢体不自由教育部門 令和2年度 入学許可 小学部8名、中学部7名、高等部普通科5名 起案決定
  - 6月1日 - 就業技術科 入学を祝う会を実施
  - 6月2日 - 肢体不自由教育部門 入学を祝う会を実施

- 2021年（令和3年）
  - 3月20日 - 就業技術科 第4回卒業式挙行 76名 第四期卒業生一般就労希望100%達成
  - 3月24日 - 肢体不自由教育部門小学部・中学部・高等部 第3回卒業式挙行 小学部5名、中学部1名、高等部普通科1名
  - 4月7日 - 就業技術科 第7回入学式挙行 80名
  - 4月8日 - 肢体不自由教育部門小学部・中学部・高等部 第5回入学式挙行 小学部6名、中学部5名、高等部普通科2名
  - 11月15日 - グラウンド工事開始

- 2022年（令和4年）
  - 3月19日 - 就業技術科 第5回卒業式挙行 77名
  - 3月22日 - 肢体不自由教育部門高等部 第4回卒業式挙行 高等部3名
  - 3月24日 - 肢体不自由教育部門小学部・中学部 第4回卒業式挙行 小学部3名、中学部3名
  - 4月1日 - 東部学校経営支援センター学校経営支援担当課長、米谷一雄、第三代統括校長に補される
  - 4月7日 - 就業技術科 第8回入学式挙行 80名
  - 4月8日 - 肢体不自由教育部門小学部・中学部・高等部 第6回 入学式挙行 小学部5名、中学部4名、高等部普通科3名

## 部活活動
- バスケットボール部
- 卓球部
- サッカー部
- 水泳部
- 美術部
- パソコン部
- 囲碁・将棋
- オセロ部
- 音楽部
- 陸上競技部
- バレーボール部
- 表現活動部

## 歴代校長
- 初代：戸田純子（2014 - 2015）
- 2代目：篠﨑友誉（2016 - 2021）
- 3代目：米谷一雄（2022 - ）[2]

## 校訓
日々前進 毎日真心
意味：「日々前進」日々、目標を立て、明るく前向きに進む「毎日真心」毎日、相手の立場に立って、思いやりのある行動をする

## 委員会活動
- 学級委員会
- 体育委員会
- 給食委員会
- ボランティア委員会
- 美化委員会
- 広報委員会
- 図書委員会
- 保健委員会

## 職業に関する専門教科
- オフィスサービスコース
- フードサービスコース
- ロジスティクスコース
- ビルメンテナンスコース

## アクセス
- JR金町駅「大場川水門」または「西水元三丁目」行きのバスに9分乗り、「ふれあいの家」下車後、目の前

- JR亀有駅北口から「水元総合スポーツセンター」行きのバスに16分乗り、「水元総合スポーツセンター」下車後、徒歩3分

- JR綾瀬駅から「水元総合スポーツセンター」行きのバスに25分乗り、「水元総合スポーツセンター」下車後、徒歩3分